# Boryspol
Boryspol (dawniej również Baryspole, ukr. Бориспіль, Boryspil) – miasto na Ukrainie, w obwodzie kijowskim, siedziba władz rejonu boryspolskiego. Liczy około 63 tys. mieszkańców (2021).
Mieści się tam międzynarodowy port lotniczy, który obsługuje większość ruchu lotniczego Kijowa, będący zarazem największym portem lotniczym w kraju. W mieście rozwinął się przemysł materiałów budowlanych oraz spożywczy.
Prywatne miasto szlacheckie położone było w powiecie kijowskim województwa kijowskiego, własność dzielona Żółkiewskich, Daniłowiczów i Sobieskich w latach 30. i 40. XVII wieku.

## Historia
Od 1569 Boryspol leżał w granicach województwa kijowskiego prowincji małopolskiej Korony Królestwa Polskiego. W 1607 roku własność rodu Żółkiewskich, a od 1620 roku Daniłowiczów. W tym okresie osada otrzymała magdeburskie prawa miejskie z rąk króla Zygmunta III Wazy. Od 1629 roku dzierżawcą był Paweł Łochowski. Miasto było w tym czasie ufortyfikowane i miało dwie bramy: Kijowską i Perejasłowską. Polska utraciła miasto wraz z Ukrainą Lewobrzeżną w 1686 r. na rzecz Rosji mocą postanowień pokoju Grzymułtowskiego. W XVIII wieku miasteczko rozwinęło się dzięki położeniu na drodze Kijów-Połtawa.
2 czerwca 1920 roku Polacy stoczyli tu zwycięską bitwę z siłami rosyjskimi. 
W czasie II wojny światowej na lotnisku mieścił się obóz jeniecki.
Urodził się tutaj poeta Pawło Czubynski – m.in. autor słów hymnu Ukrainy.

## Media
- Gazeta "Trudowa sława" (od 1930)
- Gazeta "Wisti" (od 2000)

## Galeria

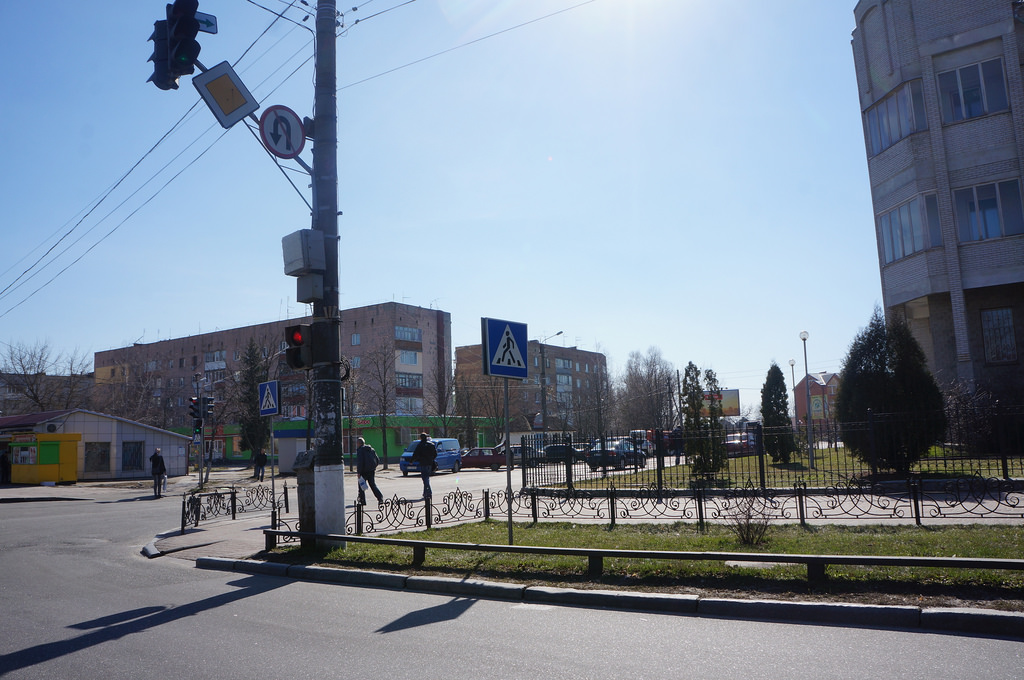
Centrum miasta
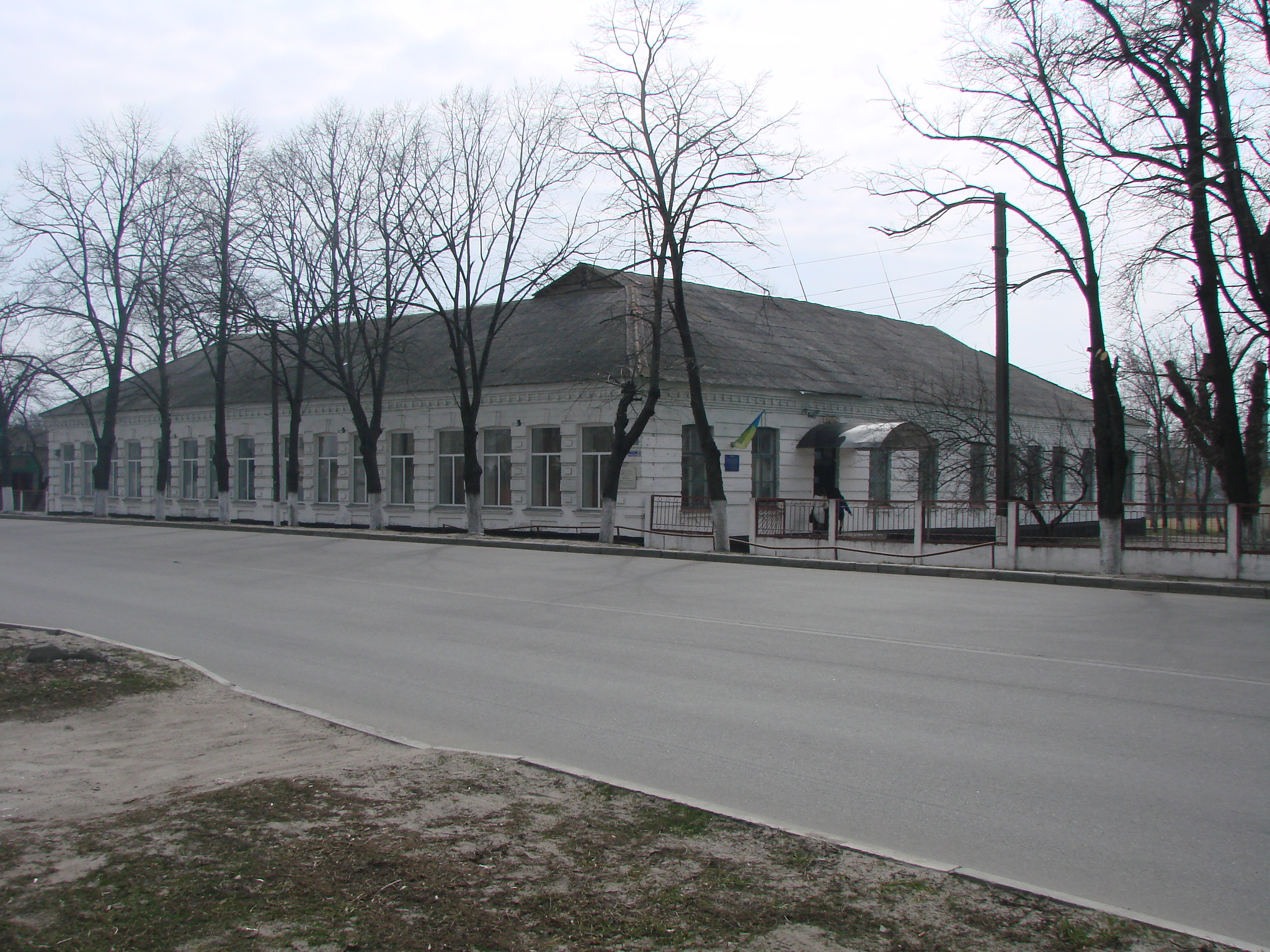
Budynek dawnej szkoły